# Chloridops kona
Il beccogrosso di Kona o frosone di Kona (Chloridops kona (Wilson, 1888)) è un uccello passeriforme estinto della famiglia Fringillidae.

## Descrizione

### Dimensioni
Misurava fino a 15-18 cm di lunghezza.

### Aspetto
Come intuibile dal nome comune, il frosone di Kona era molto somigliante ai frosoni propriamente detti, con aspetto massiccio, grossa testa con enorme becco, tozzo, conico e robusto, zampe forti e robuste.

Il piumaggio era dominato dai toni del verde oliva, più tendente al giallino su gola e collo e più scuro su ali e coda: il becco era grigio-nerastro con margini più chiari, mentre le zampe erano nerastre e gli occhi erano di colore bruno. Il dimorfismo sessuale era trascurabile, con le livree dei due sessi simili.

## Biologia

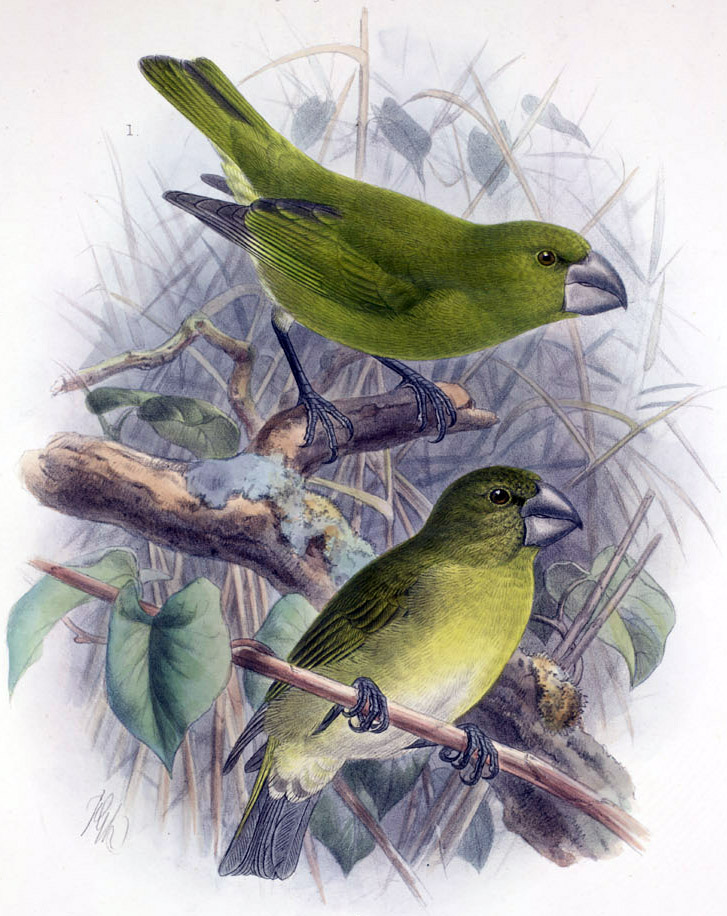
Esemplare adulto (sopra) ed immaturo immature (sotto).

Il frosone di Kona è stato descritto come un uccello diurno ed essenzialmente solitario, molto silenzioso, dalle abitudini piuttosto torpide, che passava la maggior parte del tempo stazionando fra i rami alti, impegnato a nutrirsi. Talvolta ne sono stati osservati anche dei gruppi di una decina d'individui (probabilmente composti da più nuclei familiari, ossia coppie con giovanili, ritrovatisi in corrispondenza di fonti di cibo), o gruppetti in associazione con gli affini fringuelli della koa, dei quali questi uccelli venivano inizialmente ritenuti dei maschi anziani.

### Alimentazione
La dieta di questi uccelli si basava quasi unicamente sui frutto drupacei del naio, caratterizzati da endocarpo particolarmente coriaceo, del quale il frosone di Kona riusciva ad aver ragione grazie al forte becco, mettendo allo scoperto i 4-10 semi contenuti all'interno, i quali venivano a loro volta spaccati: il rumore di questa attività poteva essere udito a una certa distanza, e veniva utilizzato per individuarne la posizione. Oltre che dei frutti maturi e dei semi, i frosoni di Kona si nutrivano anche di frutti immaturi e di foglie del naio, di frutti e semi meno coriacei (come quelli di Freycinetia arborea) e occasionalmente di bruchi, che si ritiene venissero utilizzati principalmente per nutrire i giovani.

### Riproduzione
Non esistono osservazioni dirette sulla riproduzione di questi uccelli, tuttavia in base alle informazioni esistenti si può supporre che si trattasse dianimali monogami, che deponevano due uova e si prendevano cura per un periodo prolungato dei nidiacei, i quali restavano coi genitori per un certo periodo anche dopo l'involo.

## Distribuzione e habitat
Il frosone di Kona, come intuibile dal nome comune, era endemismo della porzione orientale dell'isola di Hawaii, dove abitava il distretto di Kona ‘Akau, alle pendici del Mauna Kea, ad altezze comprese fra i 1100 ed i 1700 m di quota.
L'habitat di questi uccelli era rappresentato dalle foreste secche in quota con presenza di alberi di naio: stando alle osservazioni sul campo, questi uccelli mostravano una predilezione per le aree ricoperte di giovani alberi di media altezza, con poco sottobosco, nelle immediate vicinanze delle colate laviche recenti.

## Estinzione
Molto verosimilmente, il frosone di Kona è sempre stato un uccello molto raro, in virtù del suo areale estremamente ristretto (meno di 10 km²) e della distribuzione apparentemente molto discontinua: questi uccelli erano inoltre resi ancor più vulnerabili dalle loro abitudini estremamente specializzate, che li hanno resi particolarmente suscettibili ai cambiamenti dell'habitat apportati dall'uomo.
Con gli esemplari utilizzati per discrivere scientificamente la specie ottenuti il 21 giugno 1887 e l'ultima osservazione in natura risalente al settembre del 1892, l'esistenza storica di questi uccelli è stata di soli cinque anni e mezzo.